# Tjörnbron
Tjörnbron ist die größte Brücke eines mehrteiligen Brückensystems, das an der Westküste Schwedens über den Askeröfjord mit dem Länsväg 160, die Inseln Källön, Stenungsunds kommun und Almön in Tjörns kommun verbindet. Sie ist die größte der drei Brücken, die Stenungsund auf dem Festland mit der Insel Tjörn verbindet. Die beiden anderen Brücken sind Källösundsbron und Stenungsöbron.
Das Brückensystem verbindet die Inseln Tjörn, Mjörn, Orust und Vindön im Süden bei Stenungsund und im Norden bei Sundsandvik (nahe Uddevalla) mit dem Festland. Die Tjörnbron ist 664 Meter lang, 15 Meter breit, hat eine Spannweite von 386 Metern und eine Durchfahrtshöhe für Schiffe von 43 Metern. Die heutige Tjörnbron wurde am 9. November 1981 eröffnet.
Als Konsequenz aus dem Brückenunglück von Tjörn, bei der die Almöbron einstürzte, ist beim Neubau der Brücke die Konstruktion einer Schrägseilbrücke gewählt worden. Deren zwei H-Pylone stehen auf den einander gegenüberliegenden Ufern, so dass jetzt unbehinderte Durchfahrt durch das Gewässer besteht. Außerdem wird der Fahrbahnrand auf der neuen Tjörnbron nachts durch Lichter markiert, um die Brücke auch bei Dunkelheit oder Nebel erkennbar zu machen.
Während der knapp 17 Monate langen Bauzeit für die heutige Tjörnbron wurde die Verbindung zum Festland über Fähren und eine Umleitung über die Nachbarinsel Orust sichergestellt. Am 9. November 1981 konnte Schwedens König Carl XVI. Gustaf die neue Tjörnbron ihrer Bestimmung übergeben.

## Almöbron

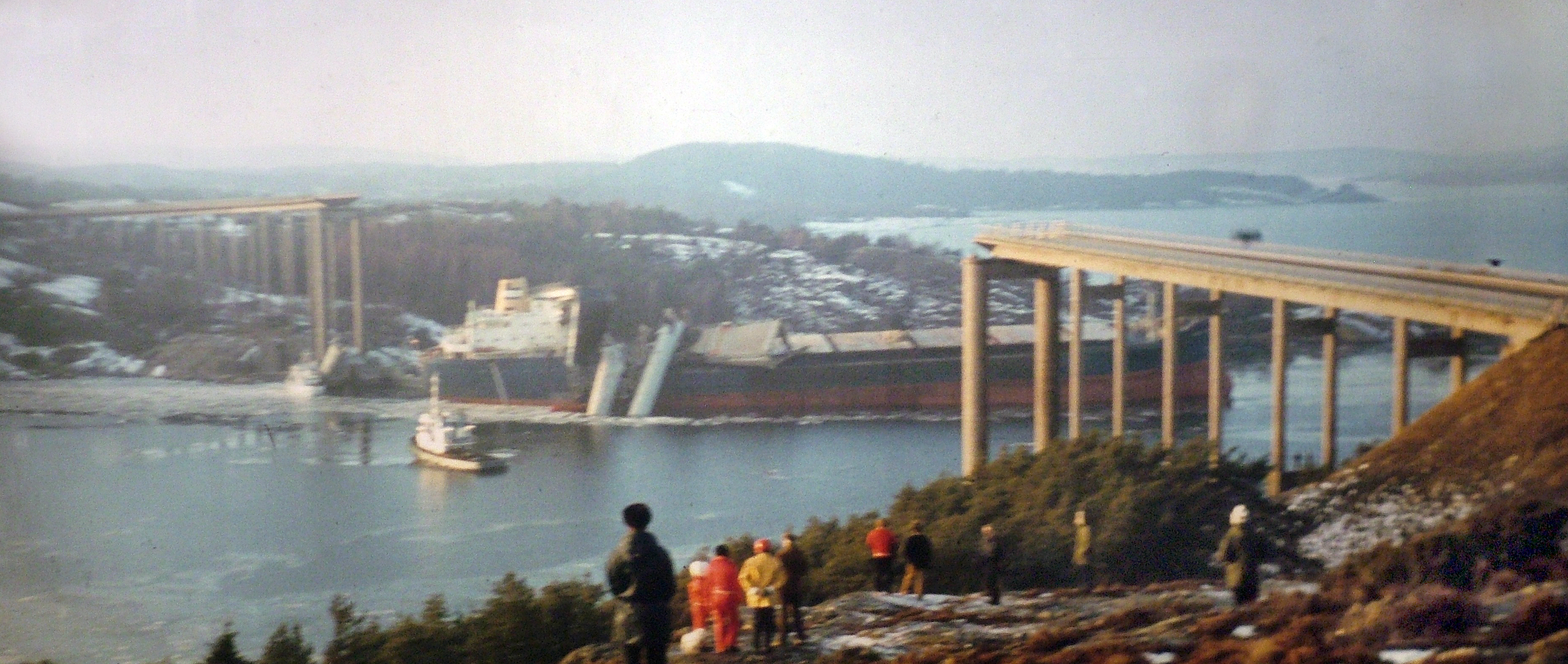
Unglück an der Almöbron

Die erste, vom MAN Werk Gustavsburg erbaute Brücke zur Insel Tjörn, Almöbron genannt und am 15. Juni 1960 eröffnet, war die erste Rohrbogenbrücke und hatte eine Stützweite von 278 m. Sie stürzte infolge eines schweren Unglücks am 18. Januar 1980 ein.
Nachdem der unbeladene norwegische Frachter Star Clipper im dichten Nebel durch die Strömung im Askeröfjord aus der Fahrrinne zu weit – inselwärts – nach Backbord getrieben worden war, hatte er gegen 1:30 Uhr einen Brückenpfeiler gerammt, worauf der 300 Meter lange Mittelteil der Brücke einstürzte und Teile mittschiffs und auf die Kommandobrücke des Frachters fielen.
Sechs PKW und ein LKW fuhren über die Brückenkante in die Tiefe, da sie in der Dunkelheit und wegen dichten Nebels nicht rechtzeitig wahrnehmen konnten, dass die Fahrbahn vor ihnen eingestürzt war. Insgesamt kamen acht Menschen, allesamt Insassen der abgestürzten Fahrzeuge, ums Leben. Auf dem Frachter wurde niemand verletzt.